# تیم ملی فوتبال قطر
تیم ملی فوتبال قطر (به عربی: منتخب قطر لكرة القدم) نماینده فوتبال کشور قطر در مسابقات بین‌المللی است. این تیم مجموعه‌ای است از  بازیکنان رشته فوتبال در قطر و زیر نظر فدراسیون فوتبال این کشور فعالیت می‌کند و از سال ۱۹۸۰ میلادی عضو فیفا بوده‌است. از مهم‌ترین دستاوردهای این تیم می‌توان به ۲ قهرمانی در جام ملت‌های آسیا ۲۰۱۹ و ۲۰۲۳ اشاره کرد. قطر در طول سال ۲۰۱۹، ژاپن، عربستان سعودی و کره جنوبی را شکست داد و تنها یک گل دریافت کرد.

## نتایج در جام ملت‌های آسیا

### جام ملت‌های آسیا ۲۰۱۹
تیم ملی فوتبال قطر در جام ملت‌های آسیا ۲۰۱۹ توانست برای اولین بار به فینال این رقابت‌ها راه یابد و قهرمان شود در آن دوره از رقابت‌ها اکرم عفیف و المعز علی در ترکیب این تیم درخشیدند و نقش پر رنگی در قهرمانی این تیم داشتند این بهترین نتیجه تاریخ فوتبال قطر بود. قطر در بازی افتتاحیه لبنان را با نتیجه ۲-۰ شکست داد. پس از آن، کره شمالی را با نتیجه ۶-۰ در هم کوبید و عربستان سعودی، قهرمان سه دوره جام ملت‌ها، را با نتیجه ۲-۰ شکست داد که این پیروزی، صعود آنها به عنوان تیم اول گروه را قطعی کرد. آنها در مرحله یک هشتم نهایی، عراق را با نتیجه ۱-۰ شکست دادند و در مرحله یک چهارم نهایی، کره جنوبی، نایب قهرمان دوره قبل، را با پیروزی دیرهنگام شکست دادند و برای اولین بار به نیمه نهایی راه یافتند. در آنجا، امارات متحده عربی میزبان را با نتیجه ۴-۰ شکست دادند تا در فینال در مقابل ژاپن، قهرمان چهار دوره جام ملت‌ها، قرار بگیرند. قطر در نهایت با نتیجه ۳-۱ ژاپن را شکست داد و اولین عنوان قهرمانی بزرگ خود در تاریخ را به دست آورد.

### جام ملت‌های آسیا ۲۰۲۳
در جام ملت‌های آسیا ۲۰۲۳  قطر مدافع عنوان قهرمانی این رقابت‌ها بود. با وجود تیم‌های قدرتمندی مانند ایران، استرالیا، عربستان، کره جنوبی و ژاپن، تیم ملی قطر دومین قهرمانی متوالی خود در جام ملت‌های آسیا را به دست آورد و پس از ژاپن، اولین تیمی شد که با موفقیت از عنوان قهرمانی خود دفاع می‌کند. قطر در فینال به مصاف اردن رفت، جایی که هت تریک اکرم عفیف به قطر کمک کرد تا اردن را ۳-۱ شکست دهد. اکرم عفیف از قطر ستاره این تورنمنت بود. 

## نتایج در جام جهانی
| جام جهانی فوتبال | جام جهانی فوتبال  | جام جهانی فوتبال  | جام جهانی فوتبال  | جام جهانی فوتبال  | جام جهانی فوتبال  | جام جهانی فوتبال  | جام جهانی فوتبال  | جام جهانی فوتبال  |                   | مقدماتی جام جهانی | مقدماتی جام جهانی | مقدماتی جام جهانی | مقدماتی جام جهانی | مقدماتی جام جهانی | مقدماتی جام جهانی |
| سال              | نتیجه             | رتبه              | بازی              | برد               | تساوی             | باخت              | گ. ز.             | گ. خ.             | بازی              | برد               | تساوی             | باخت              | گ. ز.             | گ. خ.             |                   |
| ---------------- | ----------------- | ----------------- | ----------------- | ----------------- | ----------------- | ----------------- | ----------------- | ----------------- | ----------------- | ----------------- | ----------------- | ----------------- | ----------------- | ----------------- | ----------------- |
| ۱۹۳۰ تا ۱۹۷۰     | حضور نداشت        | حضور نداشت        | حضور نداشت        | حضور نداشت        | حضور نداشت        | حضور نداشت        | حضور نداشت        | حضور نداشت        | حضور نداشت        | حضور نداشت        | حضور نداشت        | حضور نداشت        | حضور نداشت        | حضور نداشت        |                   |
| ۱۹۷۴             | انصراف از مقدماتی | انصراف از مقدماتی | انصراف از مقدماتی | انصراف از مقدماتی | انصراف از مقدماتی | انصراف از مقدماتی | انصراف از مقدماتی | انصراف از مقدماتی | انصراف از مقدماتی | انصراف از مقدماتی | انصراف از مقدماتی | انصراف از مقدماتی | انصراف از مقدماتی | انصراف از مقدماتی |                   |
| ۱۹۷۸             | راه نیافت         | راه نیافت         | راه نیافت         | راه نیافت         | راه نیافت         | راه نیافت         | راه نیافت         | راه نیافت         | ۴                 | ۱                 | ۰                 | ۳                 | ۳                 | ۹                 |                   |
| ۱۹۸۲             | راه نیافت         | راه نیافت         | راه نیافت         | راه نیافت         | راه نیافت         | راه نیافت         | راه نیافت         | راه نیافت         | ۴                 | ۲                 | ۰                 | ۲                 | ۵                 | ۳                 |                   |
| ۱۹۸۶             | راه نیافت         | راه نیافت         | راه نیافت         | راه نیافت         | راه نیافت         | راه نیافت         | راه نیافت         | راه نیافت         | ۴                 | ۲                 | ۰                 | ۲                 | ۶                 | ۳                 |                   |
| ۱۹۹۰             | راه نیافت         | راه نیافت         | راه نیافت         | راه نیافت         | راه نیافت         | راه نیافت         | راه نیافت         | راه نیافت         | ۱۱                | ۴                 | ۶                 | ۱                 | ۱۲                | ۸                 |                   |
| ۱۹۹۴             | راه نیافت         | راه نیافت         | راه نیافت         | راه نیافت         | راه نیافت         | راه نیافت         | راه نیافت         | راه نیافت         | ۸                 | ۵                 | ۱                 | ۲                 | ۲۲                | ۸                 |                   |
| ۱۹۹۸             | راه نیافت         | راه نیافت         | راه نیافت         | راه نیافت         | راه نیافت         | راه نیافت         | راه نیافت         | راه نیافت         | ۱۱                | ۶                 | ۱                 | ۴                 | ۲۱                | ۱۰                |                   |
| ۲۰۰۲             | راه نیافت         | راه نیافت         | راه نیافت         | راه نیافت         | راه نیافت         | راه نیافت         | راه نیافت         | راه نیافت         | ۱۴                | ۷                 | ۴                 | ۳                 | ۲۴                | ۱۳                |                   |
| ۲۰۰۶             | راه نیافت         | راه نیافت         | راه نیافت         | راه نیافت         | راه نیافت         | راه نیافت         | راه نیافت         | راه نیافت         | ۶                 | ۳                 | ۰                 | ۳                 | ۱۶                | ۸                 |                   |
| ۲۰۱۰             | راه نیافت         | راه نیافت         | راه نیافت         | راه نیافت         | راه نیافت         | راه نیافت         | راه نیافت         | راه نیافت         | ۱۶                | ۶                 | ۴                 | ۶                 | ۱۶                | ۲۰                |                   |
| ۲۰۱۴             | راه نیافت         | راه نیافت         | راه نیافت         | راه نیافت         | راه نیافت         | راه نیافت         | راه نیافت         | راه نیافت         | ۱۴                | ۵                 | ۵                 | ۴                 | ۱۸                | ۱۴                |                   |
| ۲۰۱۸             | راه نیافت         | راه نیافت         | راه نیافت         | راه نیافت         | راه نیافت         | راه نیافت         | راه نیافت         | راه نیافت         | ۱۸                | ۸                 | ۱                 | ۹                 | ۳۷                | ۱۹                |                   |
| ۲۰۲۲             | مرحله گروهی       | ۳۲ام              | ۳                 | ۰                 | ۰                 | ۳                 | ۱                 | ۷                 | میزبان            | میزبان            | میزبان            | میزبان            | میزبان            | میزبان            |                   |
| جمع              | -                 | ۱/۲۲              | ۳                 | ۰                 | ۰                 | ۳                 | ۱                 | ۷                 | ۱۱۰               | ۴۹                | ۲۲                | ۳۹                | ۱۸۰               | ۱۱۵               |                   |

## بازیکنان

### ترکیب فعلی
- این ۲۳ بازیکن برای جام ملت‌های آسیا ۲۰۲۳ فراخوانده شدند:
- تعداد بازی‌ها و گل‌ها: به تاریخ ۳۱ دسامبر ۲۰۲۳

| ش. | پست       | بازیکن                | ت‌ت (سن)                  | بازی | گل | باشگاه  |
| -- | --------- | --------------------- | ------------------------ | ---- | -- | ------- |
| 1  | دروازه‌بان | سعد الشیب             | ۱۹ فوریهٔ ۱۹۹۰ ‏(۳۵ سال)   | 86   | 0  | السد    |
| 21 | دروازه‌بان | صلاح زکریا            | ۲۴ آوریل ۱۹۹۹ ‏(۲۶ سال)   | 5    | 0  | الدحیل  |
| 22 | دروازه‌بان | مشعل برشم             | ۱۴ فوریهٔ ۱۹۹۸ ‏(۲۷ سال)   | 34   | 0  | السد    |
|    |           |                       |                          |      |    |         |
| 2  | مدافع     | پدرو میگل             | ۶ اوت ۱۹۹۰ ‏(۳۵ سال)      | 90   | 1  | السد    |
| 3  | مدافع     | المهدی علی مختار      | ۲ مارس ۱۹۹۲ ‏(۳۳ سال)     | 58   | 3  | الوکره  |
| 5  | مدافع     | طارق سلمان            | ۵ دسامبر ۱۹۹۷ ‏(۲۷ سال)   | 73   | 0  | السد    |
| 12 | مدافع     | لوکاس مندز            | ۳ ژوئیهٔ ۱۹۹۰ ‏(۳۵ سال)    | 2    | 0  | الوکره  |
| 14 | مدافع     | همام احمد             | ۲۵ اوت ۱۹۹۹ ‏(۲۵ سال)     | 51   | 3  | الغرافه |
| 15 | مدافع     | بسام الراوی           | ۱۶ دسامبر ۱۹۹۷ ‏(۲۷ سال)  | 70   | 2  | الریان  |
| 16 | مدافع     | بوعلام خوخی           | ۹ ژوئیهٔ ۱۹۹۰ ‏(۳۵ سال)    | 113  | 21 | السد    |
| 18 | مدافع     | سلطان البریک          | ۷ آوریل ۱۹۹۶ ‏(۲۹ سال)    | 6    | 0  | الدحیل  |
|    |           |                       |                          |      |    |         |
| 4  | هافبک     | محمد وعد              | ۱۸ سپتامبر ۱۹۹۹ ‏(۲۵ سال) | 37   | 0  | السد    |
| 6  | هافبک     | عبدالعزیز حاتم        | ۲۸ اکتبر ۱۹۹۰ ‏(۳۴ سال)   | 112  | 11 | الریان  |
| 8  | هافبک     | علی اسدالله           | ۱۹ ژانویهٔ ۱۹۹۳ ‏(۳۲ سال)  | 72   | 12 | السد    |
| 10 | هافبک     | حسن الهیدوس (کاپیتان) | ۱۱ دسامبر ۱۹۹۰ ‏(۳۴ سال)  | 175  | 39 | السد    |
| 20 | هافبک     | احمد فتحی منسی        | ۲۵ ژانویهٔ ۱۹۹۳ ‏(۳۲ سال)  | 24   | 0  | العربی  |
| 23 | هافبک     | مصطفی مشعل            | ۲۸ مارس ۲۰۰۱ ‏(۲۴ سال)    | 15   | 2  | السد    |
| 24 | هافبک     | جاسم جابر             | ۲۰ فوریهٔ ۲۰۰۲ ‏(۲۳ سال)   | 13   | 0  | العربی  |
| 26 | هافبک     | خالد محمد             | ۷ ژوئن ۲۰۰۰ ‏(۲۵ سال)     | 2    | 0  | الدحیل  |
|    |           |                       |                          |      |    |         |
| 7  | مهاجم     | احمد علاءالدین        | ۳۱ ژانویهٔ ۱۹۹۳ ‏(۳۲ سال)  | 62   | 5  | الغرافه |
| 9  | مهاجم     | یوسف عبدالرزاق        | ۶ اوت ۱۹۹۹ ‏(۲۶ سال)      | 27   | 3  | السد    |
| 11 | مهاجم     | اکرم عفیف             | ۱۱ مارس ۱۹۹۶ ‏(۲۹ سال)    | 104  | 30 | السد    |
| 13 | مهاجم     | خالد منیر             | ۲۴ فوریهٔ ۱۹۹۸ ‏(۲۷ سال)   | 9    | 1  | الوکره  |
| 17 | مهاجم     | اسماعیل محمد          | ۵ آوریل ۱۹۹۰ ‏(۳۵ سال)    | 77   | 4  | الدحیل  |
| 19 | مهاجم     | المعز علی             | ۱۹ اوت ۱۹۹۶ ‏(۲۸ سال)     | 106  | 51 | الدحیل  |
| 25 | مهاجم     | احمد الجانحی          | ۲۲ سپتامبر ۲۰۰۰ ‏(۲۴ سال) | 0    | 0  | الغرافه |

## رکوردهای بازیکن
تا تاریخ ۱۰ فوریه ۲۰۲۴
بازیکنان پررنگ هنوز با قطر فعال هستند.

### بیشترین حضور

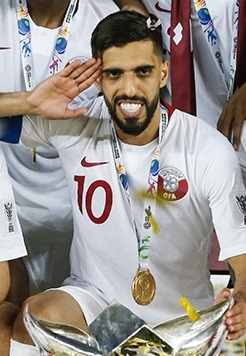
حسن الهیدوس با ۱۸۴ بازی، رکوردار بیشتر بازی در بین بازیکن قطر است.

| رتبه | بازیکن         | بازی | گل | حرفه           |
| ---- | -------------- | ---- | -- | -------------- |
| 1    | حسن الهیدوس    | ۱۸۴  | ۴۲ | ۲۰۰۸–تا به حال |
| 2    | عبدالکریم حسن  | ۱۳۳  | ۱۵ | ۲۰۱۰–۲۰۲۲      |
| 3    | سباستین سوریا  | ۱۲۳  | ۳۹ | ۲۰۰۷–تا به حال |
| 4    | کریم بوضیاف    | ۱۲۱  | ۶  | ۲۰۱۳–تا به حال |
| 5    | بلال محمد      | ۱۱۴  | ۷  | ۲۰۰۳–۲۰۱۴      |
| 6    | بوعلام خوخی    | ۱۱۳  | ۲۱ | ۲۰۱۳–تا به حال |
| 7    | عبدالعزیز حاتم | ۱۱۲  | ۱۱ | ۲۰۰۹–تا به حال |
| 7    | وسام رزق       | ۱۱۲  | ۷  | ۲۰۰۱–۲۰۱۴      |
| 9    | المعز علی      | ۱۱۰  | ۵۲ | ۲۰۱۶–تا به حال |
| 9    | اکرم عفیف      | ۱۱۰  | ۳۵ | ۲۰۱۵–تا به حال |

### برترین گلزنان

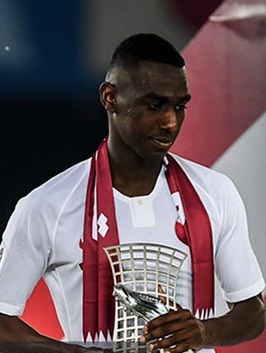
المعز علی با ۵۲ گل بهترین گلزن قطر است.

| رتبه | بازیکن           | گل | بازی | نسبت | حرفه           |
| ---- | ---------------- | -- | ---- | ---- | -------------- |
| 1    | المعز علی        | ۵۲ | ۱۱۰  | 0.47 | ۲۰۱۶–تا به حال |
| 2    | حسن الهیدوس      | ۴۲ | ۱۸۴  | 0.23 | ۲۰۰۸–تا به حال |
| 3    | مبارک مصطفی      | ۴۱ | ۸۵   | 0.48 | ۱۹۹۲–۲۰۰۴      |
| 4    | سباستین سوریا    | ۳۹ | ۱۲۳  | 0.32 | ۲۰۰۷–تا به حال |
| 5    | اکرم عفیف        | ۳۵ | ۱۱۰  | 0.32 | ۲۰۱۵–تا به حال |
| 6    | محمد سالم العنزی | ۳۴ | ۶۹   | 0.49 | ۱۹۹۶–۲۰۰۳      |
| 7    | محمود صوفی       | ۳۱ | ۷۹   | 0.39 | ۱۹۸۸–۱۹۹۸      |
| 8    | خلفان ابراهیم    | ۲۱ | ۹۰   | 0.23 | ۲۰۰۶–۲۰۱۵      |
| 8    | بوعلام خوخی      | ۲۱ | ۱۱۳  | 0.19 | ۲۰۱۳–تا به حال |

## تصویر تیم
قطر لباس‌های خانگی خود را تماماً عنابی (مارون) و لباس‌های خارج از خانه خود را تماماً سفید می‌پوشد. اولین تولیدکننده آنها از سال ۱۹۸۰ تا ۱۹۸۴ شرکت آمبرو بود. در حال حاضر تمام لباس‌های قطر توسط آدیداس تولید می‌شود.
| تامین‌کنندگان کیت | دوره           |
| ---------------- | -------------- |
| آمبرو            | 1980–1984      |
| آدیداس           | 1984–1992      |
| ونیزیا           | 1993–1995      |
| گرند اسپورت      | 1996–2002      |
| آدیداس           | 2002–2008      |
| بوردا            | 2009–2011      |
| نایکی            | 2012–2024      |
| آدیداس           | 2024–تا به حال |

## مربیان

### سرمربی کنونی
| کادر فنی | کادر فنی | کادر فنی    | کادر فنی |
| -------- | -------- | ----------- | -------- |
| سرمربی   |          | خولن لوپتگی |          |

### سرمربیان پیشین
- طاها توخی (۱۹۶۹)
- محمد حسن خیری (۱۹۶۹–۱۹۷۲)
- حلمی حسین محمود (۱۹۷۴)
- فرانک ویگنال (۱۹۷۵–۱۹۷۷)
- جان کاردون (۱۹۷۷–۱۹۷۸)
- حسن عثمان (۱۹۷۹)
- اواریستو ده ماکدو (۱۹۷۹–۱۹۸۴, ۱۹۸۴–۱۹۸۵, ۱۹۹۲)
- رونالد د کاروالیو (۱۹۸۴)
- اواریستو ده ماکدو (۱۹۸۴–۱۹۸۵)
- دیانو سانی &  جولیو اسپینوزا (۱۹۸۵–۱۹۸۶)
- پوروکوپیو کاردوسو (۱۹۸۷–۱۹۸۸)
- آناتولی پروکوپنکو (۱۹۸۸)
- محمد دحام (۱۹۸۸)
- کابرالزینهو (۱۹۸۹)
- دیانو سانی (۱۹۸۹–۱۹۹۰, ۱۹۹۰)
- اولی ماسلو (۱۹۹۰)
- لوئیس فرناندز (۱۹۹۲)
- ایوو ورتمن (۱۹۹۲)
- سباستیائو لاپولا (۱۹۹۲–۱۹۹۳)
- عبدل مال‌الله (۱۹۹۳)
- دیو مک کی (۱۹۹۴–۱۹۹۵)
- یورگن ایی. لارسن (۱۹۹۵–۱۹۹۶)
- جو بونفر (۱۹۹۶–۱۹۹۷)
- جمال حاجی‌آبدیچ (۱۹۹۷–۱۹۹۸)
- زی ماریو (۱۹۹۸)
- لوئیز گونزاگا میلیولی (۱۹۹۸)
- جو بونفر (۱۹۹۸–۱۹۹۹)
- جمال حاجی‌آبدیچ (۱۹۹۹–۲۰۰۱, ۲۰۰۴–۲۰۰۷)
- پائولو کامپوس (۲۰۰۱)
- پیر لوچانتر (۲۰۰۲–۲۰۰۳)
- فیلیپ تروسیه (۲۰۰۳–۲۰۰۴)
- سعید المسند (۲۰۰۴)
- خورخه فوساتی (۲۰۰۷–۲۰۰۸)
- برونو متسو (۲۰۰۸–۲۰۱۱)
- میلوان رایواچ (۲۰۱۱)
- سباستیائو لازرونی (۲۰۱۱–۲۰۱۲)
- پائولو آتوئوری (۲۰۱۲–۲۰۱۳)
- فهد ثانی (۲۰۱۳–۲۰۱۴)
- جمال بلماضی (۲۰۱۴–۲۰۱۵)
- خوزه دنیل کارنیو (۲۰۱۵–۲۰۱۶)
- خورخه فوساتی (۲۰۱۶–۲۰۱۷)
- فلیکس سانچس (۲۰۱۷–۲۰۲۲)
- برونو پینیرو (۲۰۲۲–۲۰۲۳)
- کارلوس کی‌روش (۲۰۲۳)
- تینتین مارکز (۲۰۲۳–۲۰۲۴)
- لوئیس گارسیا (بازیکن فوتبال، زاده ۱۹۸۱) (۲۰۲۴–۲۰۲۵)

## افتخارات
- جام ملت‌های آسیا
  -  قهرمان (۲): ۲۰۱۹, ۲۰۲۳
- جام طلایی کونکاکاف:
  - مقام سوم: جام طلایی کونکاکاف ۲۰۲۱
- جام ملت‌های اعراب
  - نایب قهرمان: ۱۹۹۸
  - مقام سوم: جام عرب ۲۰۲۱
- جام ملت‌های خلیج
  - قهرمان (۳): ۱۹۹۲, ۲۰۰۴, ۲۰۱۴
- قهرمانی فوتبال غرب آسیا
  - قهرمان (۱): ۲۰۱۴
- مسابقات بین‌المللی جام دوستی
  - قهرمان (۱): ۲۰۱۸